# Paul Arène

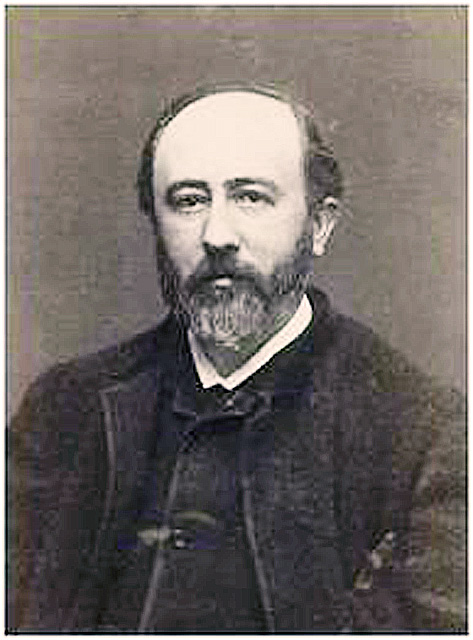
Paul Arène (um 1880)

Paul Arène (* 26. Juni 1843 in Sisteron; † 17. Dezember 1896 in Antibes) war ein französisch-provenzalischer Dichter und Schriftsteller.

## Leben
Paul Arènes Vater war Uhrmacher, seine Mutter war Modistin. Nach Beendigung seiner Ausbildung unterrichtete er an Schulen in Marseille und Vannes. Ein kleiner Erfolg seines Bühnenstücks Pierrot Héritier veranlasste ihn, in Paris eine schriftstellerische Laufbahn einzuschlagen. Dort lernte er u. a. Alphonse Daudet und François Coppée kennen und schrieb Beiträge für die literarische Beilage des Figaro. Daneben veröffentlichte er Gedichte in provenzalischer Sprache im Almanach avignonnais.
Im Jahr 1870 nahm er im Rang eines Hauptmanns am Deutsch-Französischen Krieg teil. Im Jahr 1884 wurde er in die Ehrenlegion aufgenommen.

## Werke
| - Pierrot Héritier (1865) - Jean-des-Figues (1868) - Les Comédiens Errants (1873 mit V. Vernier) - Un Duel aux Lanternes (1873) - L'Ilote (1875 mit Charles Monselet) - Le Char (1875 mit Alphonse Daudet) - La Gueuse Parfumée (1876) - Le Prologue sans le Savoir (1877 mit Henri d'Erville) - Contes de Noël (1879) - Les Contes en Cent Lignes (1880) - Au Bon Soleil (1880) - La Vraie Tentation du Grand Saint-Antoine (1880) - Paris Ingénu (1882) - Vingt Jours en Tunisie (1884) - Mobilier Scolaire (1886) | - Contes de Paris. Contes de Provence. L'Âne de Nazaire. La Mule (1887) - La Chèvre (1889) - Nouveaux Contes de Noël (1891) - Le Midi Bouge (1891) - Les Ogresses (1891) - Des Alpes aux Pyrénées (1892 mit Albert Tournier) - Domnine (1894) - Friquette et Friquets (1896) Posthum - Le Secret de Polichinelle (1897) - La Veine d'Argile (1928) Sammelband - Contes et Histoires de Provence (2012) |